# 스페인 통계청

로고

스페인 통계청(스페인어: Instituto Nacional de Estadística, INE)은 스페인의 국가 행정에 관련된 통계 서비스를 담당하는 스페인의 자치적인 기관이다.
주요 업무는 인구 동태, 경제 상황, 사회에 관련된 통계의 수집 분석이다. 공식 홈페이지는 다양한 분야의 통계 정보를 제공하고 있다.

## 역사
스페인의 가장 오래된 통계 기관은 스페인 왕국 통계위원회 (Comisión de Estadística del Reino)로, 창설은 1856년 11월 3일이다. 이사벨 2세 통치 하의 정부 수반 (presidente del Consejo de Ministros)으로 라몬 마리아 나르바에스 (Ramón María Narváez)가 왕국의 통계 정보를 취급하는 기관을 조직하는 법령에 서명하고위원회를 창설했다. 1857년 4월 21일 위원회는 통계위원회 (Junta de Estadística)라고 이름을 바꾸고 첫 사업으로 인구 조사를 맡았다.
프란시스코 세라노(Francisco Serrano)의 잠정 정권 하의 1870년 9월 12일 법령에 의하여 지리학 연구소 (Instituto Geográfico)가 설립되어 3년 후 1873년 9월 12일에는 지리 조사국 (Instituto Geográfico y Estadístico)로 명칭이 변경되고 국가에 대한 수적 정보의 수집 업무에 참여했다.
1901년 10월 1일 법령에 의해 공식 통계와 출판이 규정되었다. 그리고 지리 통계청은 조직 편성 기준에 의해 Dirección General로 전환되어 업무 완수를 위한 각 부처와 담당 부서가 정비되었다.
1921년 통계 업무 협의회 (Consejo del Servicio Estadístico)가 설립되었으며, 1924년에는 개편이 이루어졌다. 1928년에는 노동계획부 (Ministerio de Trabajo y Previsión)에, 1931년에는 총리부처 (Ministerio de Presidencia)에 소속했다.